# Урсуляса, Михаэла
Михаэ́ла Урсуляса (встречается также неверная транскрипция Урсулеаса) (рум. Mihaela Ursuleasa; 27 сентября 1978, Брашов — 2 августа 2012, Вена) — румынская пианистка.

## Биография
Отец — цыган, джазовый пианист, мать — молдаванка, певица. Михаэла с детского возраста отличалась необычайными музыкальными способностями. В 13 лет получила стипендию от известного итальянского дирижёра Клаудио Аббадо и в течение восьми лет обучалась в Венской консерватории. В 1999 выиграла международный Конкурс пианистов имени Клары Хаскил. В 1998 дебютировала на Зальцбургском фестивале с оркестром Моцартеума. Играла с лучшими оркестрами Европы (Симфонический оркестр Берлинского радио, Национальный оркестр Франции, Лондонский филармонический оркестр, Венский симфонический оркестр). В камерных ансамблях её партнерами были Соль Габетта и Патриция Копачинская.

## Смерть
Умерла рано утром 2 августа 2012 года у себя в квартире в Вене (Австрия) от инсульта, за месяц до своего 34-летия.
Осталась 5-летняя дочь (род. 2007). Похоронена в Бухаресте на кладбище Беллу.

## Дискография
- 1988 — Concertul Nr. 3 pentru pian și orchestră în do minor, Op.37 de Beethoven. Pian: Mihaela Ursuleasa, Orchestra simfonică a Radioteleviziunii române, Dirijor: Iosif Conta; Înregistrare din concert public, Studioul Radioteleviziunii, 13.10.1988; Electrecord — ST-ECE 03589.[3]
- 2010 — Piano & Forte[1]; Beethoven, Brahms, Ravel, Ginastera, Constantinescu; BERLIN Classics (Edel), cod EAN 782124165420
- 2011 — «Romanian Rhapsody»[1]; Rapsodia Română nr. 1 a lui George Enescu, Suita pentru pian a lui Paul Constantinescu, două dansuri populare românești de Béla Bartók și trei piese de Franz Schubert.

## Награды
- Офицер ордена «За верную службу» (2012 год, посмертно, Румыния)[4].